# Булевард Гарденс (Флорида)
Булевард Гарденс (енгл. Boulevard Gardens) насељено је место без административног статуса у америчкој савезној држави Флорида.

## Демографија
По попису из 2010. године број становника је 1.274, што је 141 (-10,0%) становника мање него 2000. године.
| Група             | 2000.         | 2010.         |
| Белци             | 28 (2,0%)     | 27 (2,1%)     |
| Афроамериканци    | 1.332 (94,1%) | 1.202 (94,3%) |
| Азијати           | 5 (0,4%)      | 0 (0,0%)      |
| Хиспаноамериканци | 34 (2,4%)     | 33 (2,6%)     |
| Укупно            | 1.415         | 1.274         |